# Velká mešita (Lyon)
Velká lyonská mešita (francouzsky Grande mosquée de Lyon) je mešita v Lyonu. Je šestou největší mešitou ve Francii. Její stavba byla financována muslimskými zeměmi. Byla postavena v roce 1994 v kombinaci tradiční architektury Maghrebu se západní architekturou.